# Nõmme Kalju Football Club 2016
Questa voce raccoglie le informazioni riguardanti il Nõmme Kalju Football Club nelle competizioni ufficiali della stagione 2016.

## Stagione
- In campionato il Kalju Nõmme termina al terzo posto (75 punti) dietro all'Infonet (80) e al Levadia Tallinn (78) e davanti al Flora Tallinn (73).
- In coppa nazionale viene eliminato nei quarti di finale dall'Infonet (1-1 e poi 3-5 ai rigori).
- In supercoppa nazionale perde contro il Flora Tallinn (3-0).
- In Europa League supera il primo turno battendo i lituani del Trakai (3-6 complessivo) e il secondo turno contro gli israeliani del Maccabi Haifa (2-2 e poi 3-5 ai rigori), poi viene eliminato al terzo turno dai turchi dell’Osmanlispor (3-0).

## Maglie e sponsor
La divisa casalinga era composta da una maglia nera con rifiniture bianche, pantaloncini neri e calzettoni neri. Quella da trasferta era invece composta da una maglia bianca con rifiniture nere, pantaloncini bianchi e calzettoni bianchi.
| Casa | Trasferta |

## Rosa
| N. |                       | Ruolo | Calciatore              |
| -- | --------------------- | ----- | ----------------------- |
| 1  | Estonia (bandiera)    | P     | Vitali Teleš (capitano) |
| 2  | Estonia (bandiera)    | D     | Martin Mägi             |
| 3  | Estonia (bandiera)    | D     | Henrik Pürg             |
| 4  | Estonia (bandiera)    | D     | Märten Kuusk            |
| 5  | Italia (bandiera)     | D     | Maximiliano Uggè        |
| 6  | Portogallo (bandiera) | C     | Jorge Rodrigues         |
| 7  | Francia (bandiera)    | C     | Réginald Mbu Alidor     |
| 8  | Estonia (bandiera)    | A     | Artjom Dmitrijev        |
| 9  | Estonia (bandiera)    | C     | Ats Purje               |
| 10 | Estonia (bandiera)    | C     | Janar Toomet            |
| 12 | Estonia (bandiera)    | C     | Stanislav Goldberg      |
| 13 | Estonia (bandiera)    | A     | Eino Puri               |
| 15 | Estonia (bandiera)    | C     | Igor Subbotin           |

| N. |                     | Ruolo | Calciatore        |
| -- | ------------------- | ----- | ----------------- |
| 16 | Estonia (bandiera)  | A     | Andre Jarva       |
| 17 | Estonia (bandiera)  | A     | Robert Kirss      |
| 18 | Estonia (bandiera)  | C     | Sören Kaldma      |
| 19 | Estonia (bandiera)  | A     | Erki Junolainen   |
| 20 | Estonia (bandiera)  | C     | Vlasiy Sinyavskiy |
| 21 | Estonia (bandiera)  | C     | Peeter Klein      |
| 22 | Estonia (bandiera)  | C     | Erik Listmann     |
| 32 | Estonia (bandiera)  | D     | Andrei Sidorenkov |
| 33 | Estonia (bandiera)  | C     | Karl Mööl         |
| 69 | Estonia (bandiera)  | P     | Siim-Sten Palm    |
| 75 | Giappone (bandiera) | C     | Hidetoshi Wakui   |
| 90 | Italia (bandiera)   | C     | Damiano Quintieri |
| 99 | Estonia (bandiera)  | A     | Tarmo Neemelo     |